# Irene Enderli
Irene Enderli (* 1943) ist eine Schweizer Politikerin (ehemals SVP, heute parteilos). Sie ist die ehemalige Gemeindepräsidentin von Affoltern am Albis.

## Biografie
Irene Enderli absolvierte nach der Sekundarschule eine Banklehre bei der Zürcher Kantonalbank. 1976 trat sie der Schweizerischen Volkspartei bei. Sie war u. a. Mitglied des Vorstandes der SVP Frauen Schweiz, Mitglied der Kommission für Bildung und Kultur der SVP Schweiz und Mitglied des Zentralvorstandes der SVP Schweiz.
Von 1992 bis 1998 gehörte sie dem Zürcher Kantonsrat an. Ab 1994 gehörte sie dem Erziehungsrat an. Seit 1998 ist sie Gemeindepräsidentin von Affoltern am Albis. Ebenfalls seit 1998 ist sie Mitglied im Leitenden Ausschuss und Vizepräsidentin des Gemeindepräsidentenverbandes des Kantons Zürich.
Am 7. Juni 2007 trat Irene Enderli aus der SVP aus, mit der Begründung, sie habe seit längerer Zeit Mühe, wie die Partei mit Andersdenkenden und mit ihren eigenen Behördenvertretern umgehe. Seither ist sie parteilos.